# Volker Schlöndorff

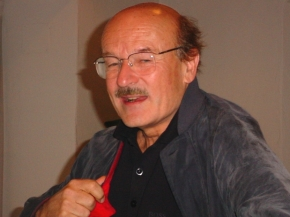
Volker Schlöndorff no Festival de cinema de Biberach, en 2004.

Volker Schlöndorff  (também grafado Schloendorff; Wiesbaden, 31 de março de 1939) é um cineasta alemão. Era um membro proeminente do Novo Cinema Alemão dos anos 1960 e início dos anos 1970, que também incluía Werner Herzog, Wim Wenders e Rainer Werner Fassbinder. Ganhou um Oscar, assim como a Palma de Ouro no Festival de Cannes de 1979 por Die Blechtrommel (1979), a versão cinematográfica do romance do autor vencedor do Prêmio Nobel Günter Grass.

## Obra

### Direção
- 1966 – Der junge Törless – do romance Die Verwirrungen des Zöglings Törleß, de Robert Musil
- 1967 – Mord und Totschlag
- 1969 – Michael Kohlhaas. Der Rebell – da novela homônima de Heinrich von Kleist
- 1970 – Baal
- 1971 – Der plötzliche Reichtum der armen Leute von Kombach
- 1972 – Die Moral der Ruth Halbfaß
- 1972 – Strohfeuer
- 1974 – Übernachtung in Tirol
- 1975 – Die verlorene Ehre der Katharina Blum – baseado na obra homônima de Heinrich Böll
- 1976 – Der Fangschuß
- 1977 - Valeska Gert - Nur zum Spaß, nur zum Spiel (Documentário)
- 1978 – Deutschland im Herbst
- 1979 – Die Blechtrommel – do romance homônimo de Günter Grass
- 1980 – Der Kandidat (Documentário)
- 1981 – Die Fälschung, do romance de Nicolas Born
- 1982 – Krieg und Frieden
- 1983 – Eine Liebe von Swann – do capítulo homônimo de À la Recherche du Temps Perdu, de Marcel Proust
- 1985 – Death of a Salesman – do drama homônimo de Arthur Miller
- 1987 – A Gathering of Old Men
- 1990 – Die Geschichte der Dienerin – baseado em The Handmaid's Tale, de Margaret Atwood.
- 1991 – Homo Faber – do livro Homo Faber, de Max Frisch
- 1996 – Der Unhold
- 1998 – Palmetto
- 1999 – Die Stille nach dem Schuss (com Bibiana Beglau, Nadja Uhl, Alexander Beyer e Martin Wuttke)
- 2002 – Ten Minutes Older: The Cello
- 2004 – Der neunte Tag com Ulrich Matthes e August Diehl
- 2005 – Enigma – eine uneingestandene Liebe
- 2007 – Strajk – Die Heldin von Danzig

### Roteiros
- 1979 – Die Blechtrommel
- 1996 – Der Unhold
- 1999 – Die Stille nach dem Schuß
- 2005 – Enigma – eine uneingestandene Liebe